# Удовиченко Роман Миколайович
Роман Миколайович Удовиченко — старший солдат Збройних Сил України, учасник російсько-української війни, що загинув у ході російського вторгнення в Україну в 2022 році.

## Життєпис
Роман Удовиченко народився 15 березня 1979 року в місті Богодухові на Харківщині. Закінчив 9 класів  Богодухівської ЗОШ І-ІІІ ступенів  № 2 у 1994 році. Продовжив навчання в Богодухівському СПТУ №51. Потім його було призвано до лав Збройних сил України. Військову службу проходив у складі 92-ї окремої механізованої бригади ім. кошового отамана Івана Сірка. Загинув на початку березня 2022 року. Поховальна процесія по загиблому військовослужбовцю проходило у його день народження 15 березня 2022 року. 

## Нагороди
- орден За мужність III ступеня (2022, посмертно) — за особисту мужність і самовіддані дії, виявлені у захисті державного суверенітету та територіальної цілісності України, вірність військовій присязі[3].